# Cmentarz żydowski w Bugaju
Cmentarz żydowski w Bugaju – kirkut społeczności żydowskiej niegdyś mieszkającej w Bugaju. Nie wiadomo kiedy dokładnie został założony. Ma powierzchnię 0,6 ha. Znajduje się na wschód od miejscowości, w lesie pomiędzy dwoma jeziorami. W wyniku zniszczeń z czasów II wojny światowej nie zachowały się żadne nagrobki.